# 辽宁广播电视台
辽宁广播电视集团（辽宁广播电视台），简称辽台或辽视，是位于中国辽宁省沈阳市的一家主要从事广播电视节目制作、播出的特大型省属事业单位。

## 历史沿革

### 广播
民国34（1945）年8月，日本战败投降，原满洲国哈尔滨市被苏联红军占领，原满洲电信电话株式会社哈尔滨中央放送局被苏军和中共接管，8月20日哈尔滨广播电台开始广播。民国35（1946）年3月，苏军撤离哈尔滨，哈尔滨广播电台随之停播。同年4月28日，东北民主联军进驻哈尔滨，广播再次开始。5月下旬，中共决定哈尔滨广播电台迁往佳木斯，组建东北新华广播电台，并于9月23日开始广播。民国37（1948）年2月，电台迁回哈尔滨，并于5月28日开始广播。同年7月，东北新华广播电台被定为东北解放区广播总台。1948年11月4日，国民党沈阳广播电台停播，沈阳新华广播电台开始播音。1948年12月25日，东北新华广播电台由哈尔滨迁往沈阳并继续播音。民国38（1949）年5月1日，东北新华广播电台更名为沈阳新华广播电台（东北区台），归中共中央东北局和东北人民政府管理，原沈阳新华广播电台更名为沈阳人民广播电台，两台成为悬挂两块牌子的同一机构。1949年9月10日，沈阳新华广播电台（东北区台）更名为沈阳人民广播电台（东北区台），沈阳人民广播电台更名为“沈阳人民广播电台（沈阳市台）”。1950年4月15日，东北人民广播电台成立，1950年5月1日起开始播音，与沈阳人民广播电台为悬挂两块牌子的同一机构，沈阳人民广播电台恢复广播。1954年8月，随着东北大区的撤销和辽东、辽西、沈阳、旅大、鞍山、抚顺、本溪二省五市合并为辽宁省，东北人民广播电台撤销，在此基础上成立了辽宁人民广播电台，沈阳人民广播电台归辽宁人民广播电台管理直至1974年1月移交沈阳市管理。从1980年代末至21世纪初，辽宁人民广播电台又相继开办了渤海经济台、立体声文艺台、信息台等广播频率。

### 电视
1958年，辽宁人民广播电台筹办电视节目，辽宁电视台的前身沈阳电视台成立，1959年10月1日开播，是中华人民共和国最早建立的五家电视台之一。1979年7月1日，沈阳电视台改称辽宁电视台:90-93。1997年1月1日，辽宁电视台第一套节目上星播出，更名为“辽宁卫视”。1987年5月1日，辽宁电视台第二套节目开播。1995年3月1日，辽宁二套更名为辽宁北方电视台，仍由辽宁电视台管理。1993年10月1日，辽宁有线电视台开播，由辽宁电视台管理。1997年1月1日，有线台脱离辽宁台建制，开始独立运营。2001年6月15日，辽宁有线电视台重新并入辽宁电视台。1993年1月1日，辽宁教育电视台开播，由辽宁省教育厅管理，省广播电影电视局提供支持。

### 合并重组
2009年12月28日，由辽宁人民广播电台、辽宁电视台和辽宁教育电视台合并组建的辽宁广播电视台挂牌成立。2010年1月1日，辽宁广播电视台正式播出。2012年1月1日，辽宁广播电视台和沈阳市广播电视台进行战略合作的频率和频道正式开播。
2018年7月19日，原辽宁广播电视台、辽宁东北网络台、辽宁省对外文化交流中心等七家事业单位正式合并，组建辽宁广播电视集团（辽宁广播电视台）。是中国辽宁省的省级国营广播电视机构，为中国共产党辽宁省委员会直属事业单位，规格相当于正厅级。
目前，辽宁广播电视台自办综合广播（辽宁之声）、经济广播、经典音乐广播、交通广播、乡村广播、资讯广播六套广播频率，综合频道（辽宁卫视）、都市频道、影视剧频道、生活频道、体育频道、教育·青少频道、北方频道、宜佳购物频道八套免费电视频道，游戏竞技频道、电子体育频道、网络棋牌频道、家庭理财频道、新动漫频道五套数字付费电视频道以及移动电视频道。其中辽宁卫视于1997年上星，在省内实现100%覆盖，同时落地香港有线电视网，在日本、韩国、澳大利亚、北美都有局部落地。辽宁台全部免费频道均通过地面数字电视覆盖全省，也可通过互联网在线观看。2014年3月1日，辽宁卫视实现高标清同步播出。2022年1月开始，教育·青少频道等地面电视频道也陆续实现高标清同步播出。
因辽沈两台战略合作，沈阳市广播电视台运营的生活广播、音乐广播、都市广播及经济频道、公共频道以辽宁广播电视台呼号播出并可以覆盖辽宁全省广播电视网络。

## 台标
- 1997至2004年
- 2004至2008年
- 2008年至今

在建台初期，辽宁电视台和中国其他电视台一样，在电视镜面上并无悬挂台标。在1980年代至1990年代前期则仿效当时的中央电视台，于画面中显示“辽宁电视台”字样。
1995年3月1日开始，辽宁电视台于画面左上角开始悬挂台标，此时第一套节目台标为蓝绿红（由内向外）三色圆形，里面有电视塔图标及“LNTV”英文字样；而第二套节目辽宁北方电视台则使用北斗七星加白色横线衬底的独立台标。
1995年9月1日，辽宁电视台更换第二代台标，为红绿蓝三色简体汉字“辽”的变体。
1997年1月1日，辽宁卫视开始上星播出，随即更换白色北斗七星图案的第三代台标；北方台则一直使用北斗七星加白色横线衬底的独立台标至1998年7月31日。此后，辽宁一套卫视频道和二套北方频道分别在北斗七星左下方标注“1”和“2”以示区分。第三代台标寓意辽宁处于中国北方，辽宁必将迅速发展。
1997年1月1日，辽宁有线电视台开播，由英文字母“L“、“N”和“辽”字创意变化而来，整体形象为一只百灵鸟的轮廓配以蓝色圆角方形衬底，并在屏幕右下角标注频道名称。2001年6月23日，由于有线台并入辽宁台，辽宁有线一套和二套分别改为辽宁三套和四套，随之更换为辽宁台第三代台标，并在北斗七星左下方分别标注“3”和“4”。
2002年1月1日，科学教育频道和都市生活频道开播，辽宁台六套节目对台标进行微调，台标改为纯白色，并在北斗七星左下方分别标注阿拉伯数字1-6字样（之后辽宁卫视改为标注汉字“辽宁”）。
2004年10月8日，辽宁电视台再次改版，开始启用第四代台标，在北斗七星基础上加入蓝色圆球形衬底。卫星频道最初使用无汉字的纯图案台标，至2007年在蓝球图案右下方标注“辽宁卫视”字样，其余频道在蓝球图案右下方分别标注频道名称字样。
2008年1月1日，辽宁电视台再次改版，开始启用第五代台标至今。第五代台标由金黄色的圆形体叠加银白色的大五角星、小五角星和上升的轨迹组成，象征着辽宁台必将飞速发展，大放异彩。2010年1月1日北方频道开播时使用英文“NORTH”图案的独立台标（字母“O”为辽宁台黄球台标），2014年9月则与其他频道统一，均在黄球图案右下方标注频道名称字样。
1993年1月1日，辽宁教育电视台开播，初为文字台标，后启用绿色小鸟图案的台标。1997年开始启用橙黄色“LE”字母变体的“树叶”台标至2009年12月31日。

## 频道频率

### 电视频道
辽宁广播电视台旗下共有8套免费电视频道、5套全国性数字付费频道以及一套移动电视频道。沈阳市广播电视台运营的两套电视节目以辽宁广播电视台呼号播出并覆盖辽宁全省。
经济频道、公共频道两个频道为沈阳广播电视台实际管理及制播的频道，因辽沈两台合作原因以辽宁广播电视台名义对外播出，两频道办公地点位于沈阳市和平区青年大街296号沈阳广播电视台（原沈阳电视台台址，辽宁广播电视台南侧）。
除上述两频道之外的节目制播地点位于沈阳市和平区文化路79号辽宁电视大厦。

#### 免费频道
| 頻道名稱                 | 语言          | 广播格式                         | 啟播時間                                                                                            | 頻道口號                      | 频道前身 | 備註 | 備註 |
| 辽宁卫视（综合频道）     | 普通話        | SD: PAL 576i 16:9 HD: 1080i      | 标清版：1959年10月1日 1997年1月（上星） 高标清数模同播：2014年3月1日 高标清16:9同播：2015年12月31日 | 看辽宁                        | 沈阳电视台 辽宁电视台 辽宁电视台新闻综合频道                                                                         | |      |
| 都市频道                 | 普通話 东北话 | SD: PAL 576i 16:9 HD：1080i      | 1990年1月 高标清同播：2022年7月20日                                                                 | 看见更美的都市 遇见更好的自己 | 辽宁电视台第二套节目 辽宁北方电视台 辽宁电视台北方频道 辽宁电视台经济生活频道 辽宁电视台综合频道 辽宁电视台经济频道  | |      |
| 影视剧频道               | 普通話        | SD: PAL 576i 16:9 HD: 1080i      | 1997年 高标清同播：2022年3月16日                                                                    | 剧好看                        | 辽宁有线电视台社会生活频道 辽宁电视台社会生活频道 辽宁电视台影视文艺频道 辽宁电视台影视频道 辽宁电视台影视娱乐频道   | |      |
| 生活频道                 | 普通話        | SD: PAL 576i 16:9 HD: 1080i      | 2002年 高标清同播：2022年5月11日                                                                    | 开心就好                      | 辽宁电视台都市生活频道                                                                                               | |      |
| 体育休闲频道             | 普通話        | SD: PAL 576i 16:9 HD：1080i      | 2006年5月1日 高标清同播：2022年7月20日                                                              | 健身心 励心智                 | 辽宁电视台公共频道 辽宁广播电视台体育频道                                                                            | 原辽宁台体育节目制作中心与公共频道原制作人员合并后改为体育频道，因应第十二届全国运动会，2013年3月1日至9月30日，该频道更名为全运频道。 |      |
| 教育·青少频道            | 普通話        | SD: PAL 576i 16:9 HD: 1080i      | 2002年 高标清同播：2022年1月19日                                                                    | 生长的力量 立身 立学 立言     | 辽宁电视台科学教育频道 辽宁电视台青少频道                                                                            | 2010年辽宁教育电视台的节目制作部分合并后改为现名，2012年辽沈两台战略合作后使用原沈阳台影视频道播出。                                  |      |
| 北方频道（新闻综合频道） | 普通話 东北话 | SD: PAL 576i 16:9<be>HD: 1080i   | 1993年1月1日（教育台） 2010年1月1日（北方频道） 高标清同播：2022年5月11日                           | 新闻 新知 新锐                | 辽宁教育电视台 | 开播时使用独立台标，后恢复为辽台标准台标 使用原辽宁教育电视台的播出频道                                                               |      |
| 宜佳购物频道             | 普通話        | SD: PAL 576i 16:9 HD: 1080i      | 1997年 高标清同播：2022年3月16日                                                                    |                               | 辽宁有线电视台影视体育频道 辽宁电视台影视体育频道 辽宁电视台体育健康频道 辽宁电视台娱乐频道 辽宁电视台体育频道       | |      |
| 经济频道                 | 普通話        | SD: PAL 576i 16:9 HD: 1080i      | 1987年6月13日 高标清同播：2020年11月21日                                                            | 全心全意 为人民服务           | 沈阳电视台二套 沈阳电视台综合频道 沈阳电视台生活频道 沈阳广播电视台综合频道                                          | 由沈阳广播电视台负责运营，使用辽宁广播电视台呼号覆盖全省                                                                              |      |
| 公共频道                 | 普通話        | SD: PAL 576i 16:9 HD: 1080i      | 1993年10月1日 高标清同播：2020年11月21日                                                            | 温暖服务 畅享生活             | 沈阳有线二套 沈阳电视台体育音乐频道 沈阳电视台公共频道 沈阳电视台体育频道 沈阳电视台4频道 沈阳广播电视台公共社会频道 | 由沈阳广播电视台负责运营，使用辽宁广播电视台呼号覆盖全省                                                                              |      |
| 移动电视频道             | 普通話        | SD: PAL 576i 16:9 HD：1080i 16:9 | 高标清同播：2022年7月20日                                                                           |                               | | 辽宁广播电视塔762MHz频点发射，在沈阳部分公交车上播出 曾使用“北方新媒体”台标，后恢复使用辽台台标                                       |      |
| 家庭理财频道             | 普通話        | SD: PAL 576i 16:9                | |                               | | 全国性收费电视频道 在辽宁省内城市均为免费播出                                                                                         |      |
| 新动漫频道               | 普通話        | SD: PAL 576i 16:9                | |                               | | 全国性收费电视频道 在辽宁省内城市均为免费播出                                                                                         |      |

#### 数字轮播频道（已停播）
- 家庭影院一频道
- 家庭影院二频道
- 家庭影院三频道
- 家庭影院四频道
- 老电影频道
- 家庭剧场一频道
- 家庭剧场二频道
- 家庭剧场三频道
- 海外剧场频道
- 刑侦剧场频道
- 卡通剧场频道
- 地理杂志频道
- 纪录片频道
- 家庭生活频道
- 交通·旅游频道
- 娱乐精选频道
- 探索集锦频道
- 大众影视频道
- 城市电视频道
- 宜佳精选

#### 已停播数字付费频道
- 智趣频道：因违规播放购物广告被广电总局撤销。
- 游戏竞技频道：因自身原因而停止播出
- 网络棋牌频道
- 电子体育频道

### 广播频率
辽宁广播电视台共拥有6套广播频率。沈阳市广播电视台运营的三套广播节目以辽宁广播电视台呼号播出。
生活广播、音乐广播、都市广播三个广播频率为沈阳广播电视台实际管理及制播的频率，因辽沈两台合作原因以辽宁广播电视台名义对外播音，三个频率的办公地点位于沈阳市和平区三好街89号（原沈阳人民广播电台台址）。
除上述频率之外的节目制播地点位于沈阳市和平区光荣街10号广播大厦（原辽宁人民广播电台台址），该建筑群内设有辽宁广播电视台投资建设的“七星国际影城”。
（注：下表中频率除特别标注外，均为同频覆盖或以沈阳地区频率为主。）
| 頻道名稱             | 语言   | 频道频率                                                            | 啟播時間       | 頻道口號                                           | 频道前身 | 備註                                             |
| 辽宁之声（综合广播） | 普通話 | AM1089 FM102.9                                                      | 1946年         | 贴心服务陪伴您                                     | 东北新华广播电台 沈阳新华广播电台（东北区台） 沈阳人民广播电台（东北区台） 东北人民广播电台 辽宁人民广播电台 辽宁人民广播电台新闻台 辽宁人民广播电台卫星台 辽宁人民广播电台新闻广播 辽宁广播电视台综合广播 |                                                  |
| 经济广播             | 普通話 | AM999 FM88.8                                                        | 1987年10月20日 | 经济 让生活更美好                                  | 辽宁人民广播电台经济台 渤海经济广播电台 辽宁经济广播电台 辽宁人民广播电台经济广播 |                                                  |
| 经典音乐广播         | 普通話 | AM1053 FM95.9                                                       | 1992年         | 晒音乐晒生活，SHARE RADIO你的音乐分享家            | 辽宁人民广播电台立体声文艺台 辽宁立体声文艺广播电台 辽宁人民广播电台文艺台 辽宁人民广播电台文艺广播 辽宁广播电视台文艺广播                                                                                 |                                                  |
| 交通广播             | 普通話 | FM97.5                                                              | 1994年         | 服务交通 关照心灵                                  | 辽宁人民广播电台信息台 辽宁交通广播电台 辽宁人民广播电台交通台 辽宁人民广播电台交通广播 |                                                  |
| 乡村广播             | 普通話 | AM927 FM89.5                                                        | 2006年         |                                                    | 辽宁人民广播电台乡村台 辽宁人民广播电台乡村广播 | 中国东北地区首家省级专业农村广播电台             |
| 资讯广播             | 普通話 | FM90.6（大连市内四区） FM90.4（金州区、大连北部） FM106.8（沈阳市） | 2005年3月30日  | 您的私家车专属频率                                 | 辽宁人民广播电台大连分台 辽宁人民广播电台资讯广播 | 中国第一家广播电台分台                           |
| 生活广播             | 普通話 | AM882 FM103.4                                                       | 1991年         | 以直播传奇的姿态占尽先机，以亲民先锋的定位一呼百应 | 沈阳经济广播电台 沈阳人民广播电台经济台 沈阳人民广播电台经济广播 沈阳广播电视台经济广播 | 由沈阳广播电视台负责运营，使用辽宁广播电视台呼号 |
| 音乐广播             | 普通話 | FM98.6                                                              | 1995年         | 986路上好朋友                                      | 沈阳交通广播电台 沈阳人民广播电台交通台 沈阳人民广播电台交通广播 沈阳广播电视台交通广播 | 由沈阳广播电视台负责运营，使用辽宁广播电视台呼号 |
| 都市广播             | 普通話 | AM1341 FM92.1                                                       | 2007年9月      | 都市人快乐的收音机，创造影响力                     | 沈阳人民广播电台娱乐台 沈阳人民广播电台娱乐广播 沈阳人民广播电台都市广播 沈阳广播电视台都市广播 | 由沈阳广播电视台负责运营，使用辽宁广播电视台呼号 |

#### 已停播频率
- 新闻广播：1998年开播，曾用名：“辽宁人民广播电台生活娱乐台”、“辽宁人民广播电台音乐广播”、“辽宁广播电视台新闻广播”，2012年停播。
- 故事广播：2006年开播，曾用名：“辽宁人民广播电台故事台”、“辽宁人民广播电台故事广播”、“辽宁广播电视台故事广播”，2012年停播。

### 融媒体平台
“北斗融媒”是基于辽宁省县级融媒体中心省级技术平台“北斗云”而建设的辽宁省移动新媒体矩阵的龙头，是整合辽宁省、市、县（区）媒体、党建、政务、公共及增值服务于一体的综合性全媒体智慧分发平台。辽宁省县级融媒体中心省平台，汇聚了辽宁广播电视集团所有频道频率和41个县（市）融媒体中心的新闻内容。多平台、多时段、多形式、多联动，全省41个县（市）融媒体中心的联合发力，形成了多层次、多纬度的权威信息发布格局，使得辽宁省新媒体矩阵体系更加完整、功能更加强大，内容传播更有特色、更有力量。以“北斗融媒”APP为龙头，整合全网资源，全力打造“北斗融媒”IP。目前，辽宁广播电视集团所有频道频率、东北新闻网以及其它各类新媒体资源都已经纳入北斗融媒客户端。北斗融媒已经实现了广播电视与新媒体新闻生产的一体策划、一次采集、多次生成、全网分发。通过整合资源、整合平台、整合营销，做到主流舆论全媒化、资源使用最优化、传播效果最大化，加速推动辽宁广播电视集团向新型主流媒体转型。

#### 发展历程
2019年9月15日，北斗云暨辽宁县级融媒体中心省级技术平台建设完成。
2019年9月30日，辽宁省41个县融媒体中心入驻北斗云。
2019年12月1日，北斗融媒客户端正式上线，北斗融媒微信公众号、微博号、今日头条号、抖音号、快手号、百家号、大鱼号、企鹅号同步上线，北斗融媒初步完成全网各大平台分发布局。
2020年2月15日，辽宁广播电视集团所有电视频道及广播频率在北斗融媒正式上线，实现24小时在线直播。

## 辽沈两台电视频道在辽宁省内播出范围
|                  | 沈阳 | 大连 | 鞍山 | 抚顺 | 本溪 | 丹东 | 锦州 | 营口 | 阜新 | 辽阳 | 盘锦 | 铁岭 | 朝阳 | 葫芦岛 | 覆盖人口 |
| 辽宁卫视         |      |      |      |      |      |      |      |      |      |      |      |      |      |        | 4260万   |
| 都市频道         |      |      |      |      |      |      |      |      |      |      |      |      |      |        | 4260万   |
| 影视剧频道       |      |      |      |      |      |      |      |      |      |      |      |      |      |        | 4260万   |
| 生活频道         |      |      |      |      |      |      |      |      |      |      |      |      |      |        | 4260万   |
| 体育频道         |      |      |      |      |      |      |      |      |      |      |      |      |      |        | 4260万   |
| 教育·青少频道    |      |      |      |      |      |      |      |      |      |      |      |      |      |        | 4260万   |
| 北方频道         |      |      |      |      |      |      |      |      |      |      |      |      |      |        | 4260万   |
| 宜佳购物频道     |      |      |      |      |      |      |      |      |      |      |      |      |      |        | 4260万   |
| 经济频道         |      |      |      |      |      |      |      |      |      |      |      |      |      |        | 4260万   |
| 公共频道         |      |      |      |      |      |      |      |      |      |      |      |      |      |        | 4260万   |
| 沈阳新闻综合频道 |      | ×    | ×    | ×    | ×    | ×    | ×    | ×    | ×    | ×    | ×    | ×    | ×    | ×      | 907万    |

注：
1. 在辽阳和铁岭，辽宁经济频道与沈阳新闻频道可透过无线方式接收辽宁彩电塔的信号来收看，辽宁经济频道信号质量好，沈阳新闻频道则面临来自鞍山发射的央视一套的干扰。
2. 沈阳新闻综合频道在辽沈两台“合作”期间亦有在辽宁中部八省市等地落地播出，但自2016年下半年北方广电网络全省对接时期，根据辽宁省广电局要求陆续撤出各地有线电视网，仅保留沈阳本市播出。沈阳以外的IPTV仍有播出。
3. 由沈阳广播电视台运营的经济频道、公共频道曾在大连天途有线传送几天后取消（大连在2015年10月传送齐全辽宁广播电视台全套地面频道），但后根据辽宁省广电局需求，于2016年12月恢复落地。辽宁省大多县区级有线电视网未传送辽宁广播电视台经济频道、公共频道等频道。
4. 辽宁全省各市区有线电视网络（现北方广电网络各市分公司）在2016年12月前亦有传送辽宁广播电视台新媒体中心制作的LNVOD轮播频道，由于均未获广电总局备案批准，故陆续被撤出，而辽宁电信/联通IPTV则未受影响。
5. 以上非沈阳台运营的频道均通过DTMB数字电视506MHz覆盖辽宁全省。

## 爭議與批評

### 臺長涉及貪腐問題
2013年11月5日，中共中央纪委监察部官方网站刊登消息称，辽宁省纪委对辽宁省广播电视台原台长史联文涉嫌严重违纪问题进行立案调查。之前传言称史联文一届辽台领导班子“全部沦陷”，留下了“近30个亿的外债和4000多人的庞大人员包袱”。2014年7月21日，史联文因犯受贿罪、挪用公款罪被判处无期徒刑，剥夺政治权利终身，并处没收个人全部财产。

### 新冠疫情期间主持人言论
2022年4月，在沈阳市2019冠状病毒病本土疫情期间，辽宁都市频道主持人朱霞在个人短视频平台账号上直播，在与粉丝互动聊天时，有粉丝问到沈阳疫情的情况，朱霞表示对着“内部消息”了解得比较及时也比较多，所以开始在直播间里“呼吁”了起来，强调“皇姑区”这个地方不容乐观，所以希望自己的粉丝答应自己，出去做核酸的时候要多加小心。最后朱霞说出了整个事件中最有“争议”的一句话“你们就听我的，听我的就对了，我不能说为什么，也不能说原因和理由，你们听我的就对了”。事发后，辽宁都市频道通报批评，称朱霞从事短视频直播未经电视台领导批准，违反国家和台的有关规定，主持人严禁在个人账号发布关于疫情的信息，决定暂停其主持工作，播音负责人的职务也被免除，个人账号暂停更新。